# Pont Neuf (Châtillon)
Il Pont Neuf (pron. fr. AFI: [pɔ̃ nœf] - che significa in francese Ponte nuovo) è un ponte ad arco settecentesco di Châtillon, in Valle d'Aosta, che collega il borgo alla frazione di Chaméran attraversando il torrente Marmore.

## Storia
Costruito nel 1776 davanti al municipio, era un'opera ingegneristica molto innovativa per l'epoca. Si trova leggermente più a monte del ponte romano. Permise il passaggio di carri e carrozze nel borgo, che potevano così proseguire fino a Chaméran. Al di sotto di questo ponte sono visibili i ruderi della fonderia Gervasone, nella quale sono stati prodotti pezzi strutturali della Mole Antonelliana. Nel cortile interno dell’odierno municipio, si situa l’ex Hôtel Londres, che ospitò numerosi alpinisti, tra i quali Edward Whymper, ora sede della banda musicale municipale Corps philharmonique de Châtillon.

## Descrizione
Le ringhiere in ferro battuto che lo delimitano sono recenti, visto che si hanno fotografie di inizio ‘900 che testimoniano che le sue balaustre originarie erano dei muretti in pietra dell'altezza di un metro. Nel 1850, il viaggiatore francese Édouard Aubert, autore di un celebre volume illustrato intitolato La Vallée d'Aoste, lo descrisse come: “un rimarcabile monumento, di cui l’unico arco, situato al di sopra delle acque di 41 metri e largo 22, varca il precipizio con un’arditezza sorprendente”.

## Articoli connessi
- Châtillon